# Ferramenta de entrincheiramento

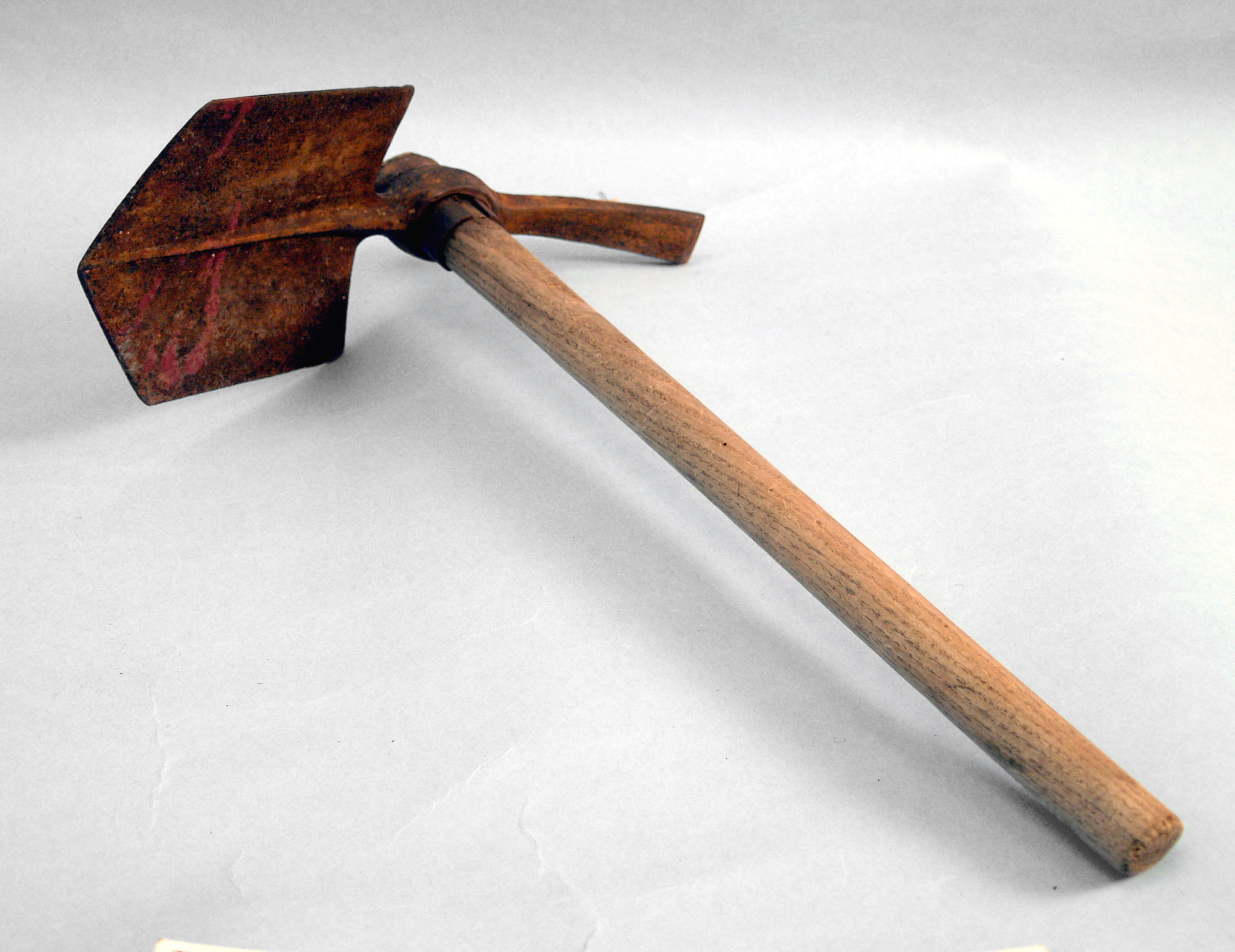
Ferramenta de entrincheiramento da Primeira Guerra Mundial

Uma ferramenta de entrincheiramento ou de sapa é uma ferramenta de escavação usada por forças militares para uma variedade de propósitos militares, tal como fortificações e trincheiras. Os sobreviventes, os campistas, os caminhantes e outros grupos ao ar livre acharam que é indispensável no uso no campo. As ferramentas modernas de entrincheiramento são geralmente dobráveis e feitas usando aço, alumínio ou outros metais leves.

## História e desenvolvimento
As ferramentas de entrincheiramento remontam, pelo menos, aos tempos da Legião Romana que usou um tipo de enxada conhecida como a dolabra. Júlio César, bem como outros escritores antigos, documentou o uso de pás e outros instrumentos de escavação como importantes instrumentos de guerra. A Legião Romana, quando em marcha, cavava uma vala e reparo fortificado com estacas móveis em torno de seus acampamentos todas as noites, onde os acampamentos estabelecidos não estavam disponíveis.
As táticas de cerco ao longo da história exigiram a escavação de fortificações e muitas vezes a mineração de muros foi tentada, onde sapas foram cavadas até a fundação de uma parede, e a queda da parede foi tentada.
Nos tempos mais modernos, as táticas de cerco das Guerras Napoleônicas usavam pás e picaretas como ferramentas de entrincheiramento para cavar trincheiras em direção às paredes das fortificações sendo sitiadas, para permitir que homens e munições se aproximassem o suficiente para disparar canhões nas paredes para abrir uma brecha. Sendo muito longos e pesados para serem transportados por soldados individuais, as pás eram normalmente transportadas nas carroças de suprimentos (trem logístico) de uma coluna militar; apenas as tropas pioneiras ou de engenheiros normalmente carregavam pás como parte de seu equipamento individual. Isso muitas vezes levou a situações em que a infantaria não tinha acesso a equipamentos de entrincheiramento quando necessário. Como observou um oficial de infantaria do Exército dos Estados Unidos, "as ferramentas de entrincheiramento de um exército raramente chegam à frente até que a exigência para seu uso tenha passado".

## Baioneta de espátula

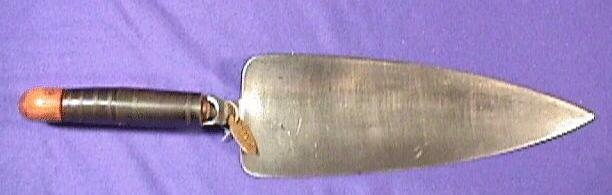
Baioneta de espátula Modelo 1873 americana.

Em 1870, o Exército dos EUA introduziu a baioneta de espátula, destinada a soldados individuais como arma e ferramenta de entrincheiramento. Isto foi seguido pelo desenvolvimento de ferramentas separadas de espátula e pá, pequenos instrumentos de uma mão que poderiam ser levados como parte do equipamento individual de um soldado. Enquanto a espátula ou pá de entrincheiramento gradualmente cedeu nos Estados Unidos e outros exércitos modernos a ferramentas de de sapa maiores, mais pesadas e mais eficazes, o conceito de fornecer a cada soldado de infantaria um meio de cavar suas próprias fortificações de campanha continuou como uma doutrina tática.

## Era moderna

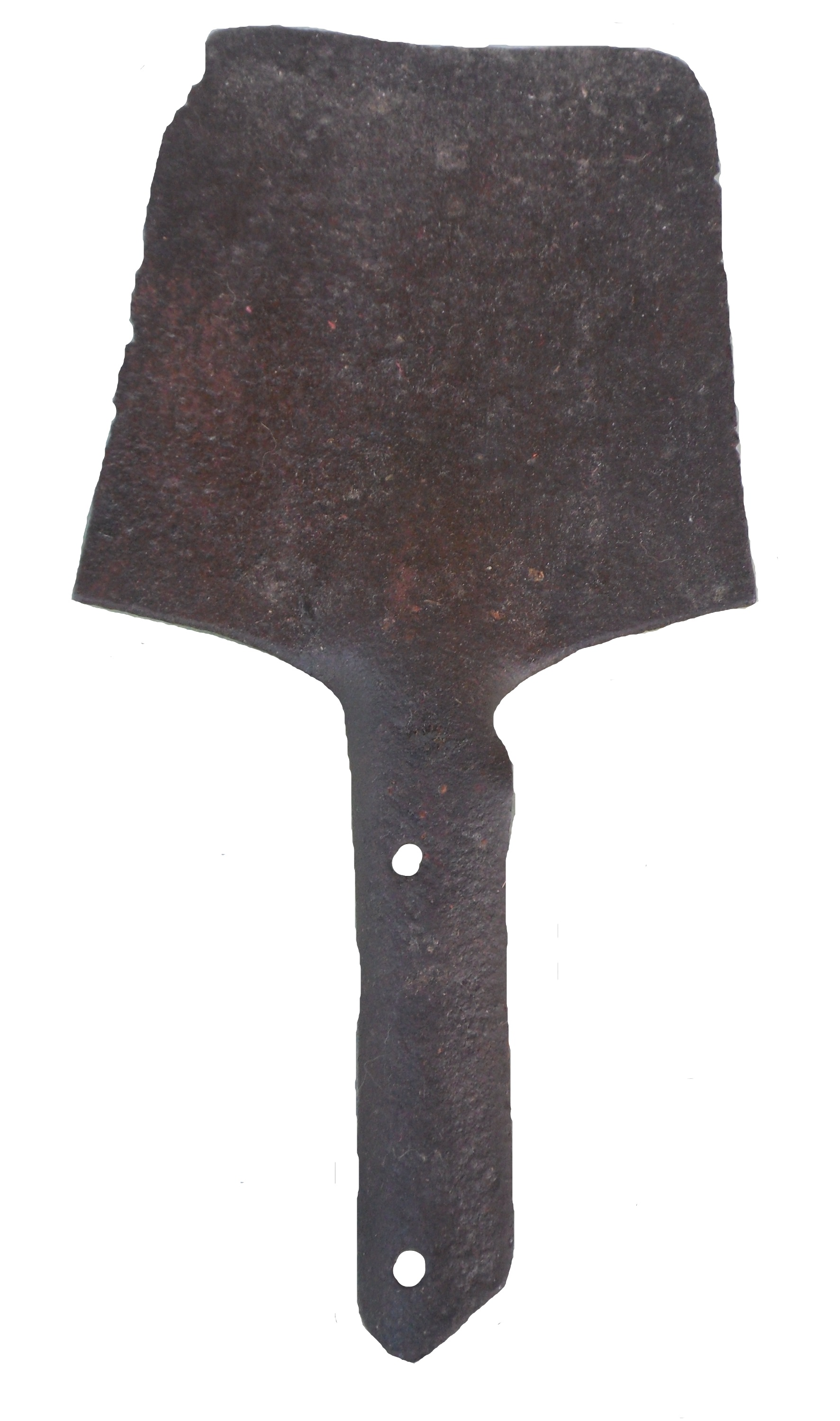
Pá Linnemann da Primeira Guerra Mundial (Romênia).

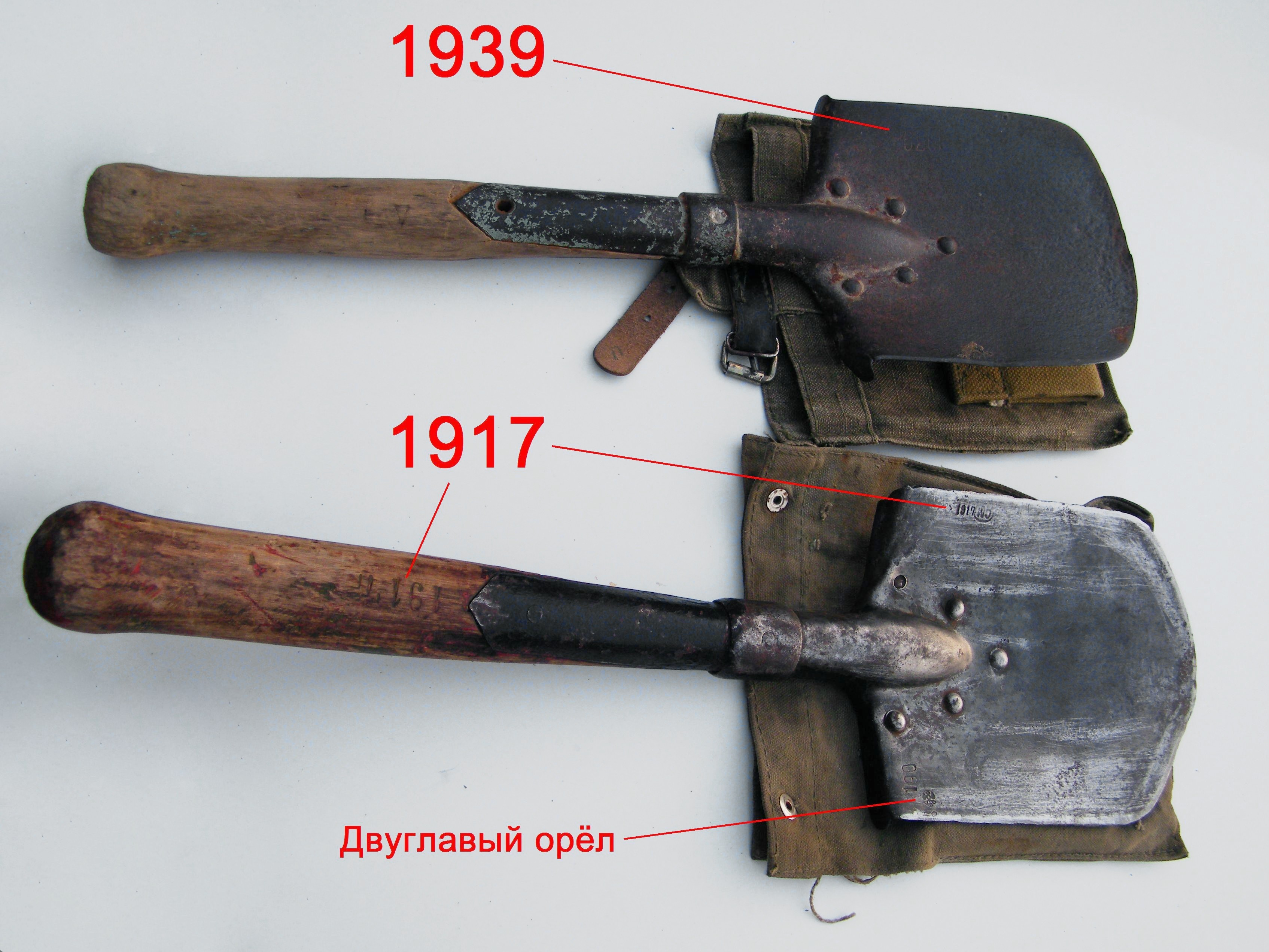
Pás MPL-50 do Exército Imperial Russo da era da Primeira e Segunda Guerra Mundiais (malaya pekhotnaya lopata - pequena pá de infantaria) é semelhante às ferramentas de entrincheiramento usadas pela maioria dos exércitos que participam nesses conflitos.

A primeira ferramenta verdadeiramente moderna de entrincheiramento foi inventada em 1869 pelo oficial dinamarquês Mads Johan Buch Linnemann. Em 1870, foi patenteado e fornecido ao Exército Real Dinamarquês. No ano seguinte, foi adotado pelo exército austríaco muito maior, e Linnemann fundou uma fábrica em Viena para produzir sua pá. Mais tarde foi introduzido na Alemanha, França, Romênia e Rússia, embora apenas a Rússia reconhecesse os direitos de patente de Linnemann, e pagou-lhe 30.000 rublos e encomendou 60.000 pás. Os russos chamaram-lhe MPL-50 (pequena pá de infantaria de 50cm de comprimento) e ainda a usam até hoje. Esta pequena pá também pode ser usada como machado, martelo, remo ou como uma panela de fritura para cozinhar alimentos.

## Primeira Guerra Mundial

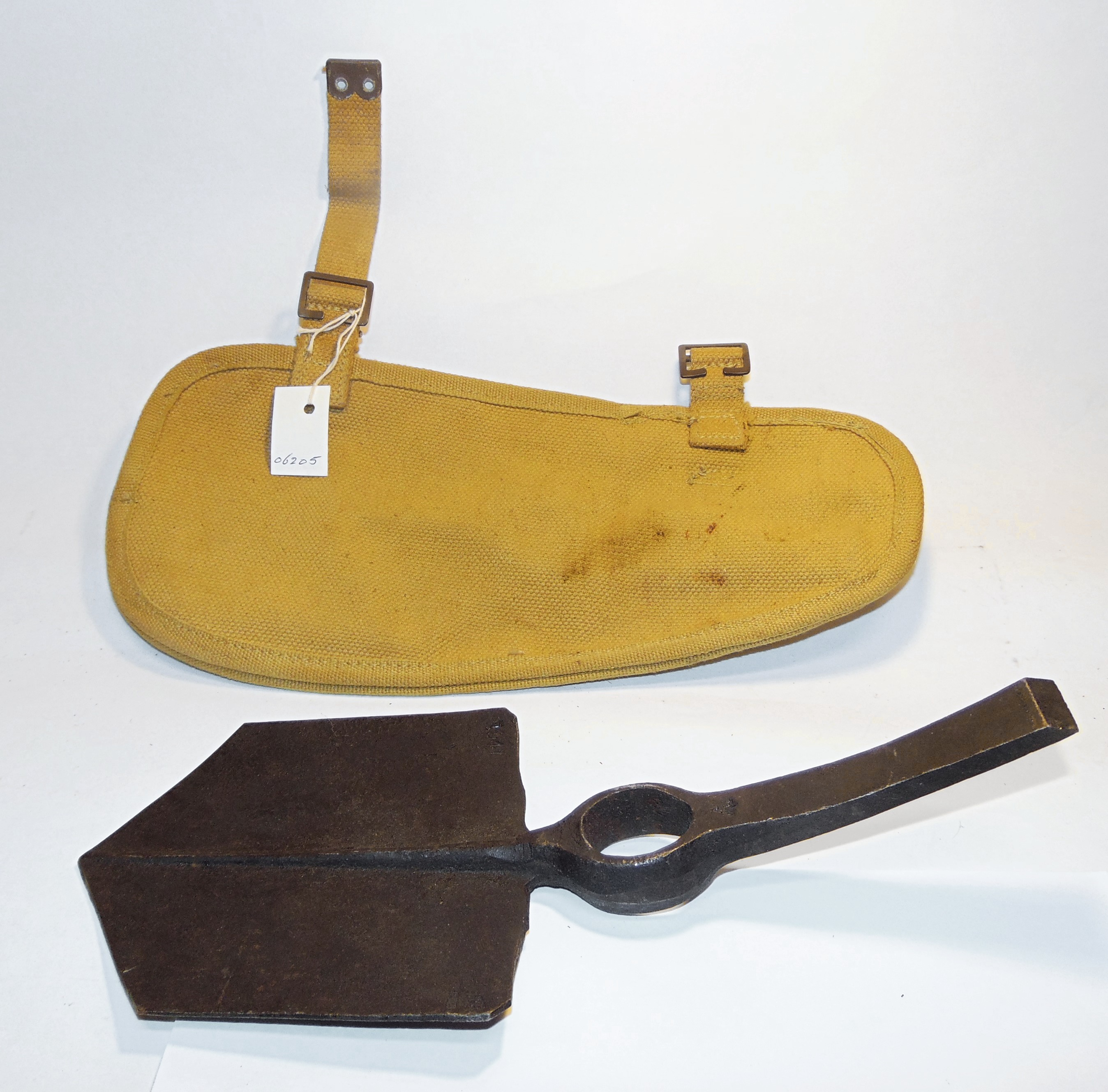
Pá, ferramenta de entrincheiramento britânica de emissão militar padrão, com punça solta e segurador, 1941.

Durante a Primeira Guerra Mundial, as ferramentas de entrincheiramento tornaram-se extremamente importantes com a introdução da guerra de trincheiras. Ferramentas de entrincheiramento projetadas para cada soldado de infantaria logo apareceram com alças retas curtas, alças em T, alças em D e outros desenhos.
A ferramenta de entrincheiramento britânica deste período era um desenho de duas partes, com uma cabeça de metal e um cabo de madeira, a cabeça de metal consistia em uma lâmina de enxó ou pá e a picareta, usado sozinho a cabeça pode ser usada como uma pá com o espigão da picareta servindo como uma alça. Entre a lâmina e o espigão havia um anel no qual a alça podia ser inserida perpendicularmente à cabeça, com a alça inserida a ferramenta poderia ser usada como uma enxada. Além de ser usado para cavar trincheiras, ferramentas de entrincheiramento foram usadas para cavar latrinas e túmulos.
Durante a Primeira Guerra Mundial, a pá de trincheira também foi colocada em serviço como arma branca. Nos confins estreitos de uma trincheira, os fuzis e as baionetas caladas eram muitas vezes demasiado longas para uma utilização eficaz, e as ferramentas de entrincheiramento eram frequentemente utilizadas como armas auxiliares para combate a curta distância. No romance de Nancy Mitford de 1945, The Pursuit of Love (A busca do amor, em tradução livre), paira sobre a chaminé uma ferramenta de entrincheiramento "com a qual, em 1915, o tio Matthew matou oito alemães, um a um, enquanto eles saíam de um abrigo. Ainda está coberto de sangue e pêlos, objeto de fascínio para nós, quando crianças." A partir de 1915, soldados de ambos os lados afiavam rotineiramente as bordas de pás de trincheira para uso como armas.

## Desenhos dobráveis da Segunda Guerra Mundial
"Em 1938, a pá dobrável Klappspaten (alemã), apareceu, sendo a precursora de todas as pás modernas deste tipo, incluindo a cópia americana de 1943." Os desenhos dobráveis tornaram-se cada vez mais populares, geralmente consistindo de um cabo fixo com uma cabeça de pá dobrável, e às vezes incorporando um picareta no projeto. Como todas as ferramentas de entrincheiramento individuais, elas foram projetadas para serem facilmente transportadas como parte do equipamento padrão de um soldado de infantaria.
A ferramenta britânica de entrincheiramento de padrões de 1937 acrescentou uma baioneta de encaixe no cabo da ferramenta, permitindo à baioneta de espigão do Lee-Enfield ser montada na extremidade e converter a ferramenta em um cutucador de minas.

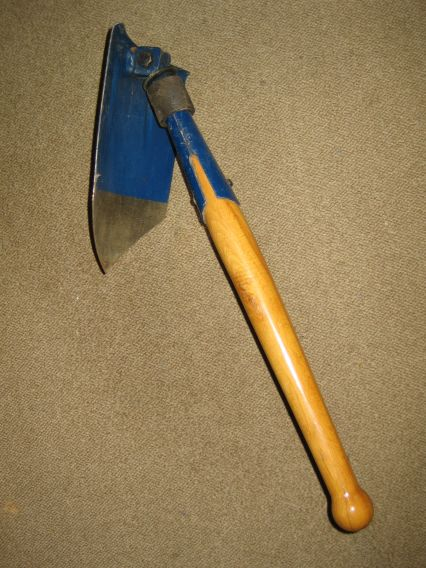
A pá alemã Klappspaten da Segunda Guerra Mundial, esta pá dobrável definiria a tendência para todos os projetos futuros.
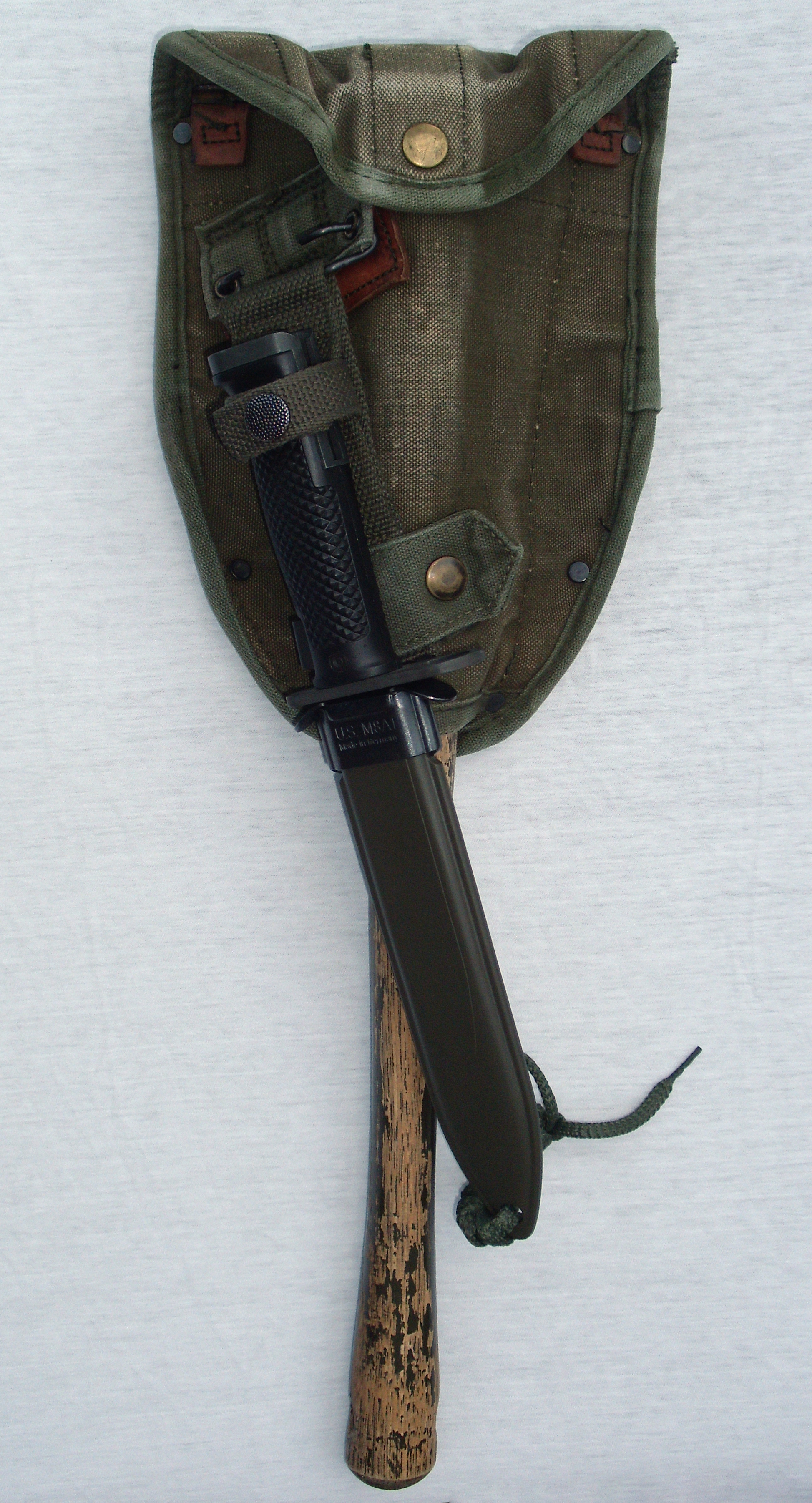
Porta-Ferramentas M-1956 com Bainha M8A1, com baioneta M6 presa.

## Contemporânea
O Exército dos Estados Unidos a ferramenta de entrincheiramento evoluiu desde a época do padrão 1907 pá de cabo em T não-dobrável para um desenho triplo de alça "D" modificado e construção total de aço, para um desenho de três partes de plástico e aço leve semelhante, adoptado pela OTAN como a ferramenta de entrincheiramento de emissão padrão. Foram igualmente emitidas outras variantes de dobragem. O mais recente desenho de três partes de plástico leve é 30% mais leve do que o de três partes de aço era: 1,5 libras (0,68kg) em vez de 2,25 libras (1,02kg).
A pá de campanha Glock Feldspaten caracteriza uma lâmina endurecida da pá do metal que possa ser travada em 3 posições para escavar e cortar, e um punho telescópico feito de nylon com fibra de vidro reforçada que contenham 175mm (6,9in) de lâmina de serra metálica longa e endurecida. A ferramenta de entrincheiramento pesa 650 gramas (23 oz) e totalmente estendido tem 630mm (25in) de comprimento. A pá e a empunhadura podem ser desmontadas e encurtadas para o transporte e o armazenamento fáceis em um pacote de 260mm×150mm×60mm (10in×6in×2+1⁄2in).

Unidades spetsnaz soviéticas eram bem treinadas no uso da pá de trincheira russa de cabo curto ("saperka") como uma arma; pela natureza de suas missões, essas ferramentas raramente eram usadas para cavar ou entrincheirar posições. As forças comando modernas também são treinadas para lutar com ferramentas de entrincheiramento.

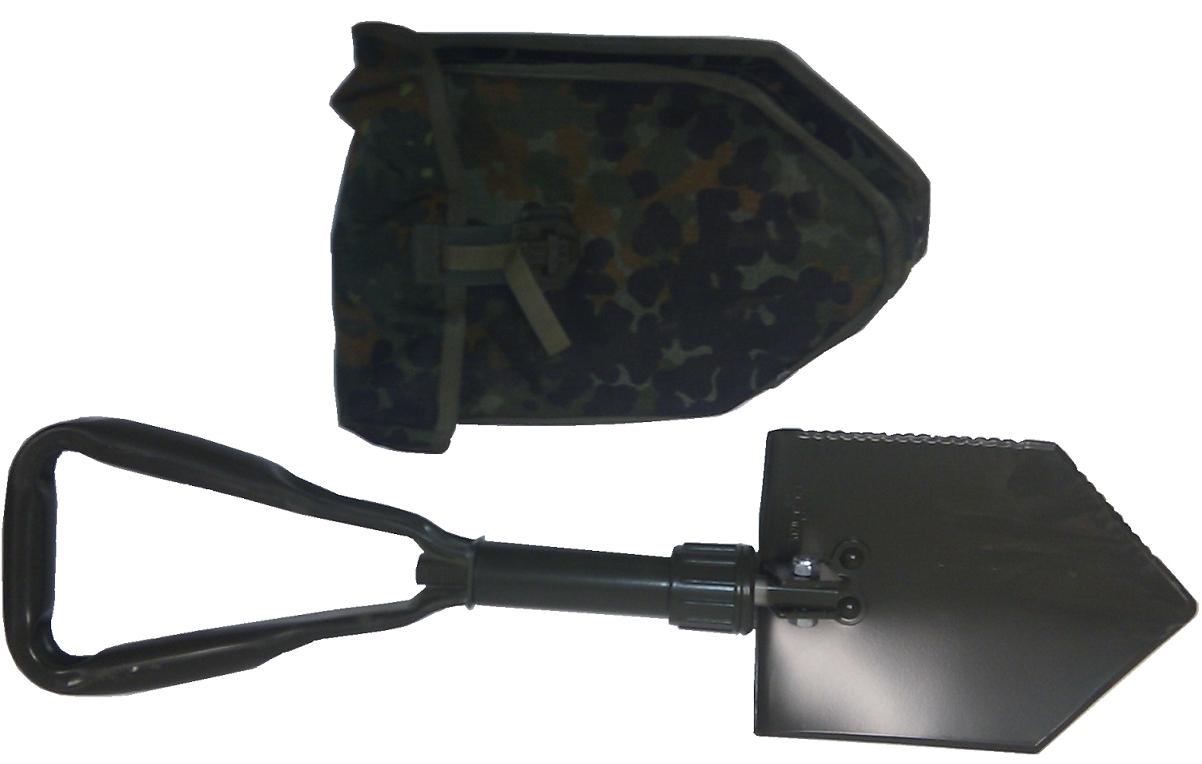
Ferramenta moderna totalmente em aço, dobrável em três partes e com cabo em D.
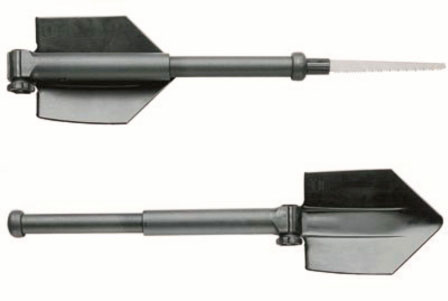
Ferramenta de entrincheiramento Glock Feldspaten, com cabo telescópico de plástico e lâmina de serra

## Utilização civil
Muitos milhões de instrumentos de entrincheiramento excedentes chegaram às mãos de civis. Eles são comumente usados para acampar, jardinagem e por grupos de reconstituição de guerra. Algumas pessoas colecionam as ferramentas de entrincheiramento mais antigas como memorabilia militar.